# Stille Mutation

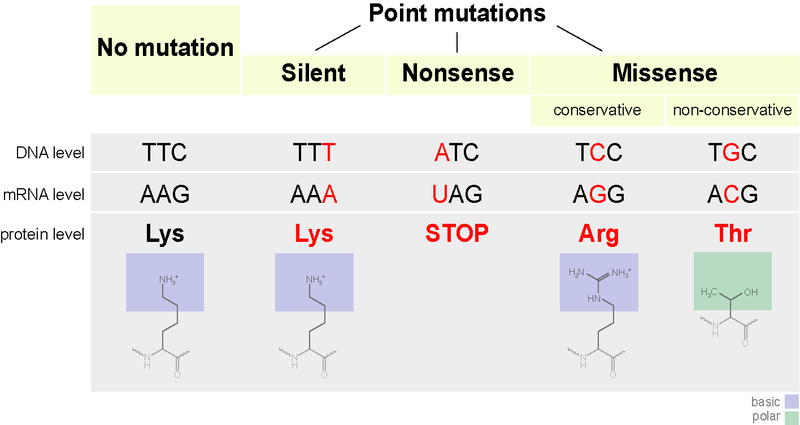
Formen der Punktmutation

Eine stille Mutation (synonym stumme Mutation) ist eine Mutation in einer codierenden Abfolge von Nukleinsäuren, die sich nicht auf die Proteinbiosynthese eines neu entstehenden Proteins auswirkt.

## Eigenschaften
Eine stille Mutation ist meistens eine Punktmutation durch Substitution. Dabei wird ein Nukleotid gegen ein anderes getauscht. Das betroffene Codon wird dabei geändert, aber die codierte Aminosäure bleibt bei einer stillen Mutation gleich. Eine stille Mutation ohne Auswirkungen wird auch als neutrale Mutation bezeichnet. Eine stille Mutation in einem Exon wird als synonyme Mutation bezeichnet. Selbst eine nichtsynonyme Mutation kann eine stille Mutation sein, wenn die Auswirkung der Änderung einer codierten Aminosäure hinreichend gering ausfällt, d. h. wenn eine Aminosäure gegen eine ähnliche Aminosäure ausgetauscht wurde, die keinen Einfluss auf die Funktionsfähigkeit des Proteins hat.
Allerdings ist nicht jede synonyme Mutation eine stille Mutation. Eine synonyme Mutation kann die Sekundärstruktur einer mRNA ändern, die sich wiederum auf die Initiation und die Termination der Translation auswirkt. Bei einer synonymen Mutation kann sich die Kinetik der Verwendung der verschiedenen Codons für die gleiche Aminosäure bei der Translation am Ribosom auf die Proteinfaltung und somit auf Sekundär- und Tertiärstruktur sowie die biologische Aktivität eines neu entstehenden Proteins auswirken und dadurch auch einen veränderten Phänotyp bewirken, ohne dass sich die Aminosäuresequenz ändert. Manche Codons werden aufgrund der vergleichsweise langsamen Bindung von tRNA dann auch langsam während der Translation in eine Aminosäure übersetzt, was sich entsprechend auf die bevorzugte Codonverwendung sowie auf die Sekundärstruktur und die Abbaustabilität von mRNA auswirkt. Beispiele für Mutationen, die sich trotz korrekter Aminosäuresequenz auf den Phänotyp auswirken, sind das p-Glykoprotein (synonym MDR1) und das CFTR, wo es bei manchen synonymen Mutationen durch Verzögerungen oder veränderte RNA-Strukturen während der Translation zu einer fehlerhaften Proteinfaltung kommen kann. Daneben können in seltenen Fällen auch Mutationen in untranslatierten Regionen die Lesart eines Codons beeinflussen, ohne dass dieses verändert ist. So wirkt das Basentriplett UGA normalerweise als Stopcodon, kann aber in bestimmten Kontexten – abhängig von Sekundärstrukturen der mRNA – als Codon für Selenocystein interpretiert werden.

## Anwendungen
Durch eine Codon-Optimierung kann die Genexpressionsrate gesteigert werden, indem nur diejenigen 20 Aminosäurecodons verwendet werden, die in der jeweiligen Art am stärksten exprimiert werden. Eine gehäufte Verwendung suboptimaler Codons ist eine Methode zur Attenuierung von viralen Lebendimpfstoffen, die am Poliovirus demonstriert wurde. Daneben werden stille Mutationen bei einer Klonierung eingeführt, um neue Restriktionsstellen für Restriktionsenzyme zu erzeugen.